# Philosophe à la lumière d'une lampe
Philosophe à la lumière d'une lampe (également appelé Ermite étudiant l'anatomie) est un tableau de Joseph Wright of Derby. On ne sait quand l'artiste le peignit, mais il fut présenté pour la première fois en 1769 à Londres, par la Société des artistes. C'est l'un des tout premiers des multiples sujets éclairés à la lumière d'une lampe ou d'une bougie qui firent la réputation du peintre.

## Description
Ce tableau est décrit dans le catalogue de la vente de 1801 comme le pendant de L'Alchimiste découvrant le phosphore. Il s'agit dans les deux cas d'une scène de nuit, où le sujet principal est un vieil homme engagé dans une recherche scientifique, avec en arrière-plan deux personnages secondaires.
Le tableau montre un vieillard supposé être un philosophe ou un pèlerin, examinant un ensemble d'ossements humains dans une caverne éclairée d'une lampe. Deux hommes, ou deux garçons, nettement plus petits de taille et en habits de pèlerins (ce que dénotent les coquilles Saint-Jacques sur leurs chapeaux) paraissent s'approcher de lui. À l'extérieur de la caverne, le paysage nocturne est éclairé par le clair de lune qui perce à travers les nuages. La coquille Saint-Jacques était le signe des pèlerins mais aussi l'emblème de la famille Darwin : Erasmus Darwin était alors un membre éminent de la Lunar Society et de la Société philosophique de Derby, qui rassemblaient certains des principaux acteurs du mouvement des Lumières.

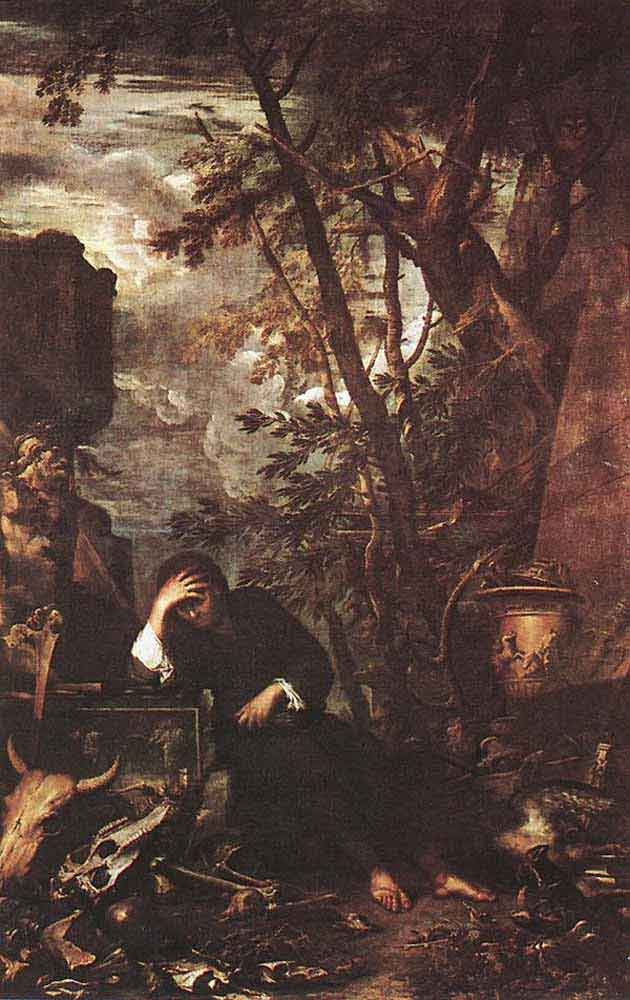
Démocrite en méditation, de Salvator Rosa.

Certains experts pensent que ce tableau est basé sur le Démocrite en méditation de Salvator Rosa. John Hamilton Mortimer, proche ami de Wright, était un disciple de Rosa et il est donc possible que Wright ait vu l'œuvre de celui-ci ou une gravure tirée d'elle. Démocrite est un philosophe grec resté célèbre pour s'être moqué de la folie humaine.
En dépit du sous-titre du tableau, Ermite étudiant l'anatomie, l'attitude du personnage principal envers les os qu'il tient n'évoque pas particulièrement un examen studieux. Il est entouré de symboles de la nature éphémère de la condition humaine : un squelette, une lampe qui brûlera tout son combustible, la lune qui doit renaître toutes les quatre semaines et un sablier. La lune était aussi un symbole de la Lunar Society à laquelle Wright était fortement lié, bien qu'il n'en ait jamais été membre.
La préoccupation du philosophe et l'agitation des deux pèlerins sont peut-être le reflet des interrogations soulevées par la nouvelle compréhension scientifique du monde et le mouvement des Lumières, caractéristiques de l'époque de Wright.